# 視覚障害者誘導用ブロック

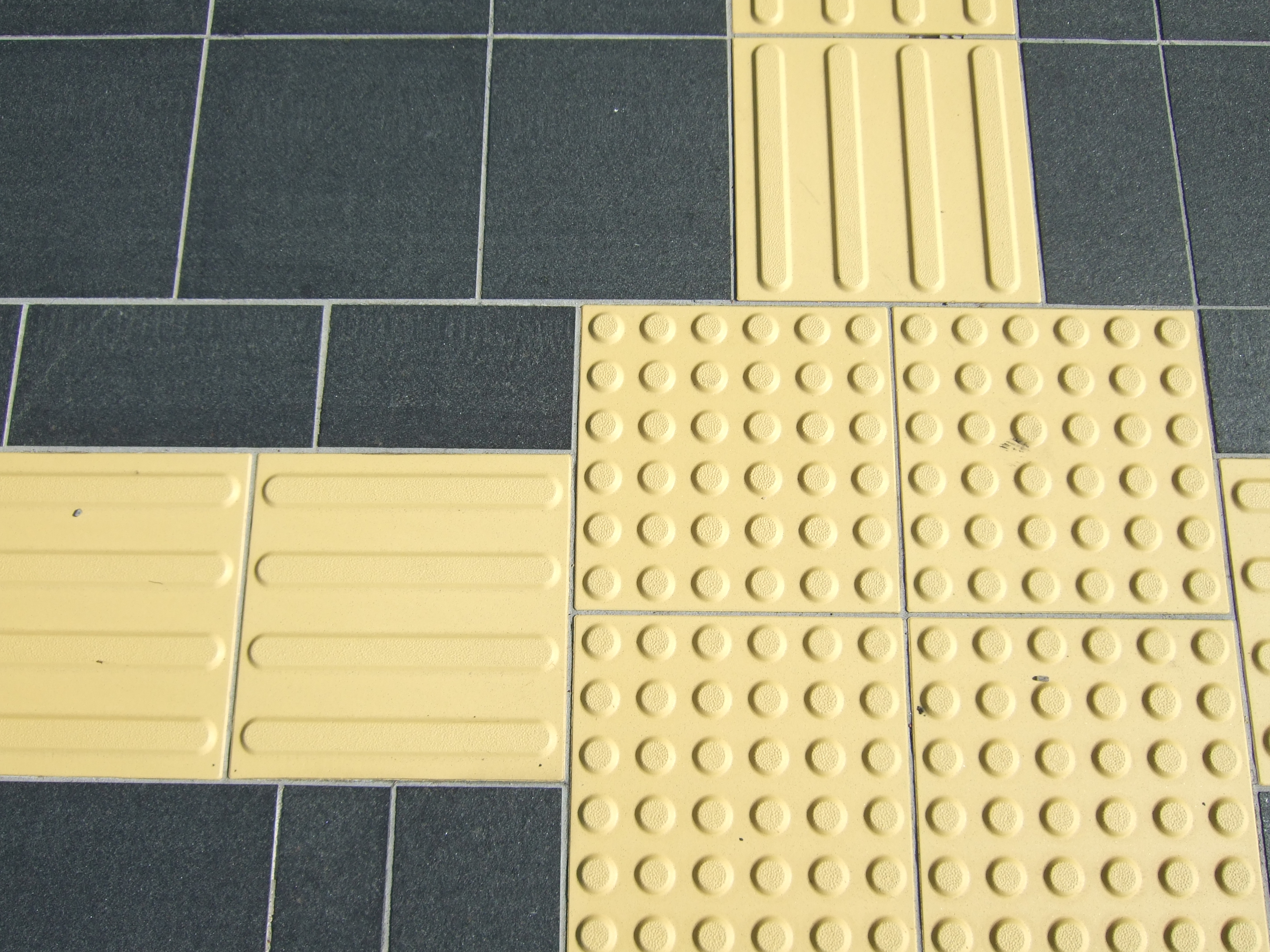
点字ブロック

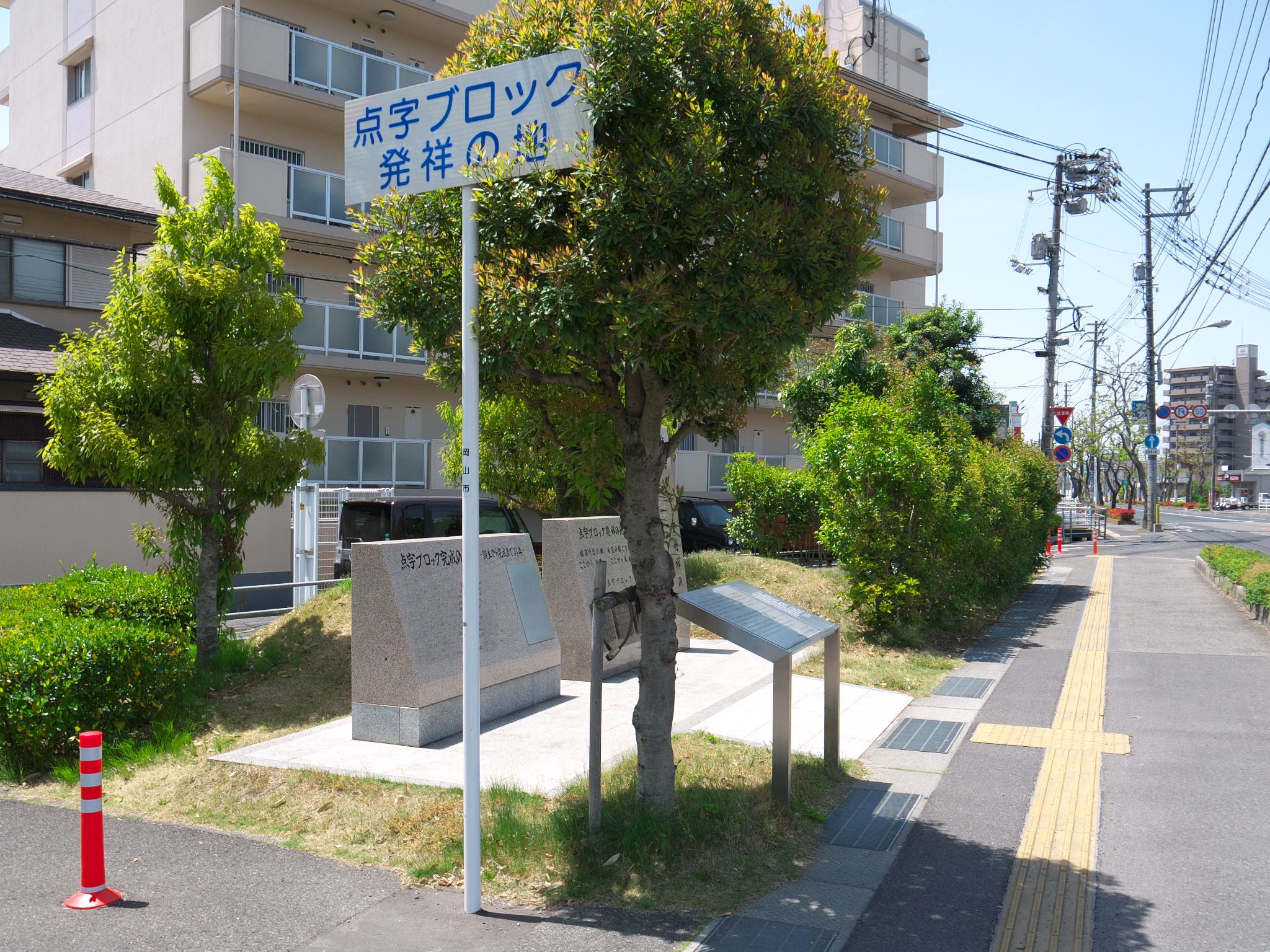
点字ブロック発祥の地
（岡山市中区原尾島）

視覚障害者誘導用ブロック（しかくしょうがいしゃゆうどうようブロック）は、視覚障害者に歩行に必要な情報を提供し、安全に誘導するため歩道路面や床面に敷設されるブロックである。
日本で誕生したもので、1993年に公布された福祉用具の研究開発及び普及の促進に関する法律で「視覚障害者誘導用ブロック」という名称で定義された。点字ブロックや視覚障害者用タイルの名でも知られる。ただし、ここでいう点字は、通常の文字としての意味ではない。なお、安全交通試験研究センターの登録商標第4569872号は、「財団法人安全交通試験研究センターの点字ブロック」であり、「点字ブロック」という登録商標ではない。

## 歴史
安全交通試験研究センターの初代理事長である三宅精一（当時は旅館経営者）が1965年に発案・発明し「点字ブロック」と名付け、1967年3月18日、岡山県立岡山盲学校に近い旧国道2号の岡山市中区原尾島交差点の横断歩道周辺に計230枚が世界で初めて敷設された。この経緯で3月18日が点字ブロックの日となっている。
点字ブロックは岡山県、大阪府、京都府などから徐々に広まっていったが、大阪府立盲学校（当時）の教職員からの陳情で1970年に国鉄駅で初めて阪和線我孫子町駅のプラットホームに敷設された。また、東京都道路局も導入を決定したことで日本全国に普及し、この頃からブロックは弱視者に配慮して黄色が多く用いられるようになった。
当初、点字ブロックは点状の1種類しかなかったが、1974年に旧建設省建設技術研究所の補助を受けて「道路における盲人の歩行誘導システム等に関する研究委員会」が設置され、線状のブロックが新たに考案された。これにより、点状のブロックが警告・注意喚起を、線状のブロックが誘導・案内を意味するというシステムが出来上がった。
しかし、ブロックの普及とともに点状と線状でも形状が異なるものが混在し、1997年には点状と線状あわせて44種類が確認されるなど紛らわしさが問題となった。1990年代の終わりから旧通産省製品評価技術センターが最適形状の検討を行い、2001年にJIS規格（JIS T 9251）として規格化された。また、点字ブロックはその有用性から多くの国々で普及したが、国ごとに形状や敷設方法が異なることが問題となり2012年に初めての国際標準化機構（ISO）の規格ISO23599が発行された。

## 形状と規格
平行した線が突起状で移動の方向を示す「線状誘導ブロック」と、格子状の点が突起状で注意喚起・警告を促す「点状警告ブロック」の2種類がある。進路が交差、湾曲、行き止るなどの箇所に点状ブロックを敷き詰める。
点状のブロックの突起の配列には並列配列（正方配列・格子配列）と千鳥配列（対角配列）がある。また線状のブロックの突起の数も5本のものや3本のものなどがある。イギリスの路面電車乗り場の縁端部には楕円形の突起のプレートが用いられているなど国によっては特殊な形状のブロックが使われていることもある。
点状のブロックの突起の断面形状にはドーム型とハーフドーム型がある。ただしスウェーデンのように除雪作業の影響を避けるため凸状の突起ではなく凹んだ形状のブロックが使われていることもある。

### 色
多くは黄色であり、建設省（現：国土交通省）が1985年に定めた指針で「原則として黄色」とされ、2000年施行の高齢者、身体障害者等の公共交通機関を利用した移動の円滑化の促進に関する法律（交通バリアフリー法）の省令でも「原則黄色」または周辺路面との「輝度比が大きく容易に識別できる色」とされ、2006年施行の高齢者、障害者等の移動等の円滑化の促進に関する法律（バリアフリー新法）も踏襲されている。色や明暗の違いを頼りに歩く弱視者の利用も多いにもかかわらず、景観を理由に周囲の路面と同系色にする自治体も多く、これに対する国からの罰則規定はない。
車道の横断歩道部分に使われる場合は、車道を走る車両に配慮して（落下物等と混同しないよう）、横断歩道の標示に溶けこませてある。
日本の駅ではプラットホームの線は、かつては白線が引かれているのみであったが、現在は白線に近接したホーム内側に黄色の点ブロックが埋め込まれている。2000年代以降、点ブロックのみでは方向を見失った場合にホームの内側と外側を区別できないため、内側に退避するつもりで移動しても線路内に転落してしまうという危険性があるとして、点ブロックの内側に安全側を示すホーム内方線として1本線を加えたブロックが用いられている。このホームの内側に1本線を追加した点状のブロックは「鉄軌道駅プラットホーム縁端警告用内方表示ブロック」と呼ばれ、ガイドライン化ののち、2014年のJIS T 9251改訂で盛り込まれた。バリアフリー新法施行後に開業した新規路線等、プラットホーム建設時からホームドアが設置されている駅ではホームドアによって安全性が確保されているため、ホームの線を示す目的での点字ブロック設置は省略され、乗降口を示す点ブロックがホームドア開口部に設置されている。

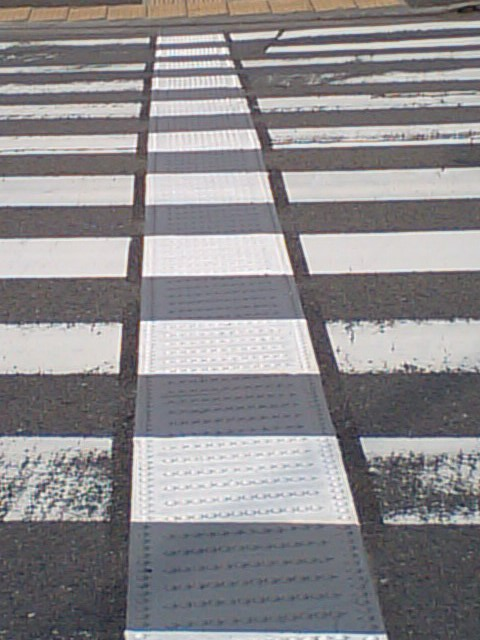
横断歩道用点字ブロック
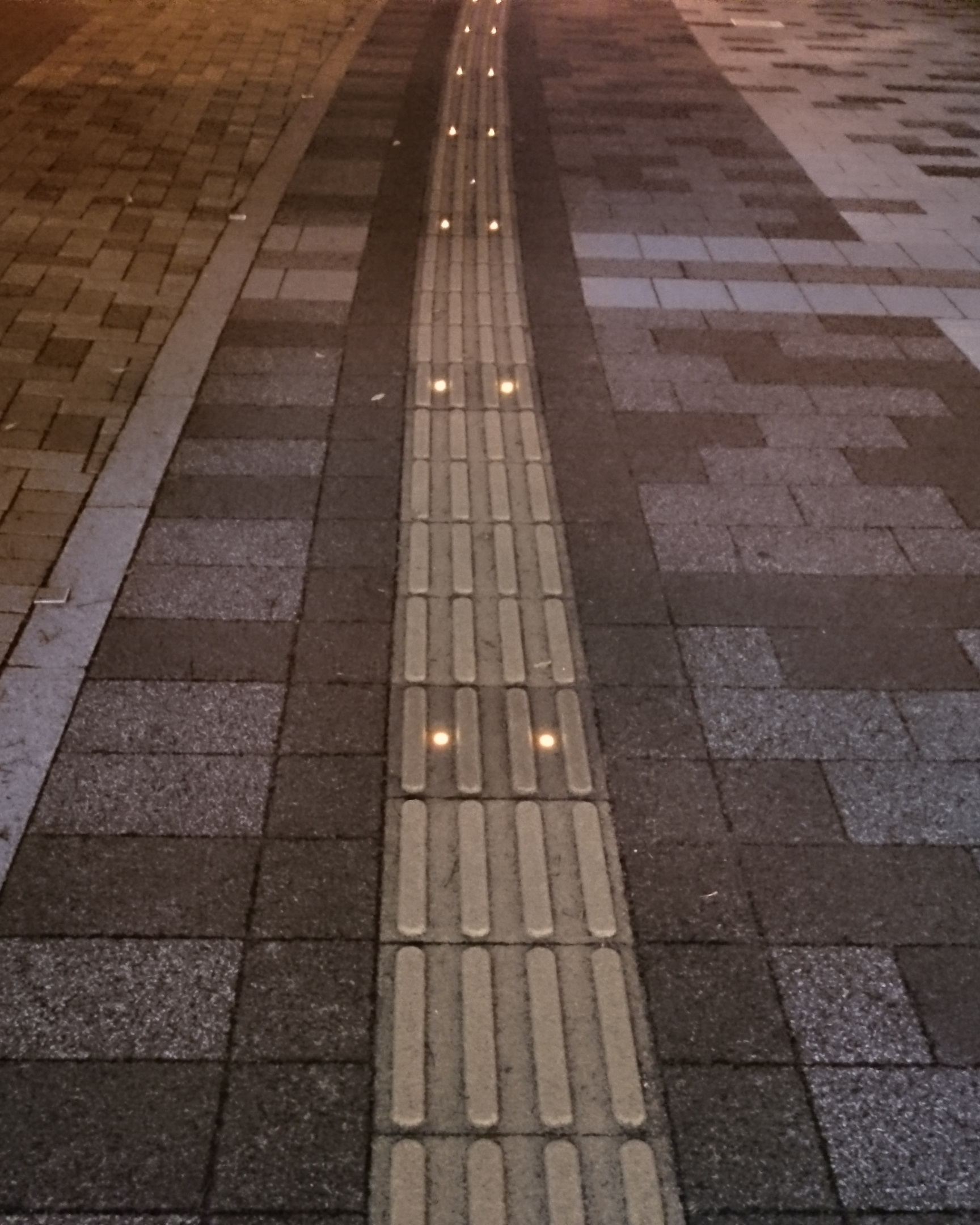
LEDが埋め込まれ夜間に点灯する点字ブロック。
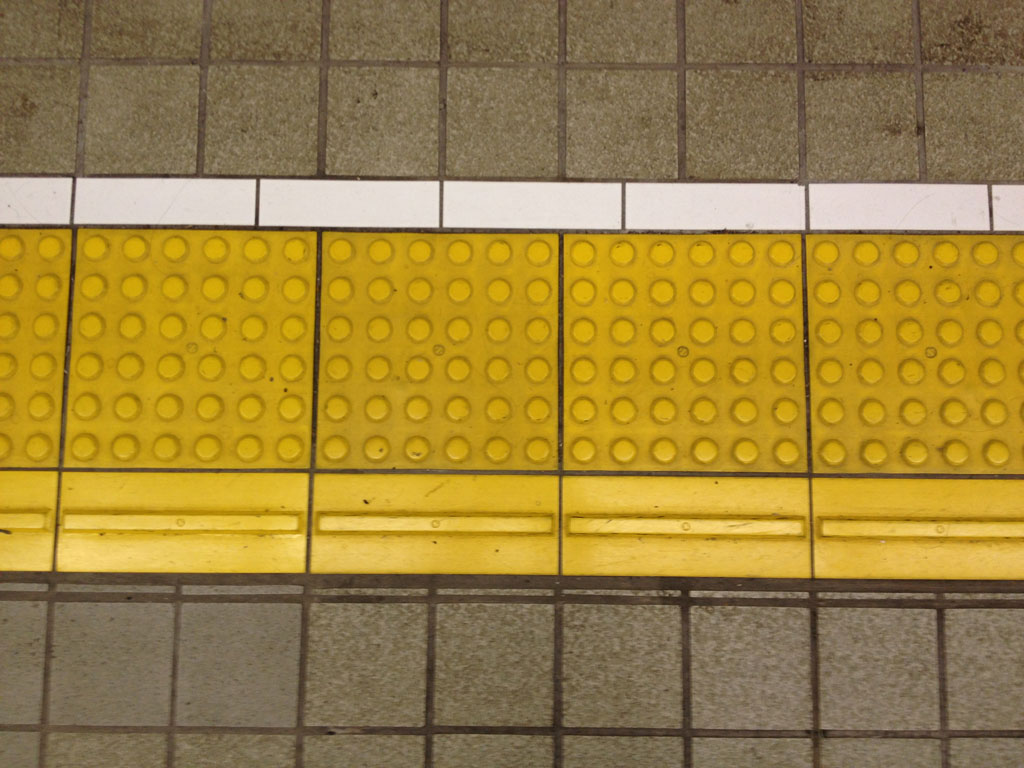
駅プラットフォームでの使用例。奥（線路側）から白線、点ブロック、ホーム内方線。
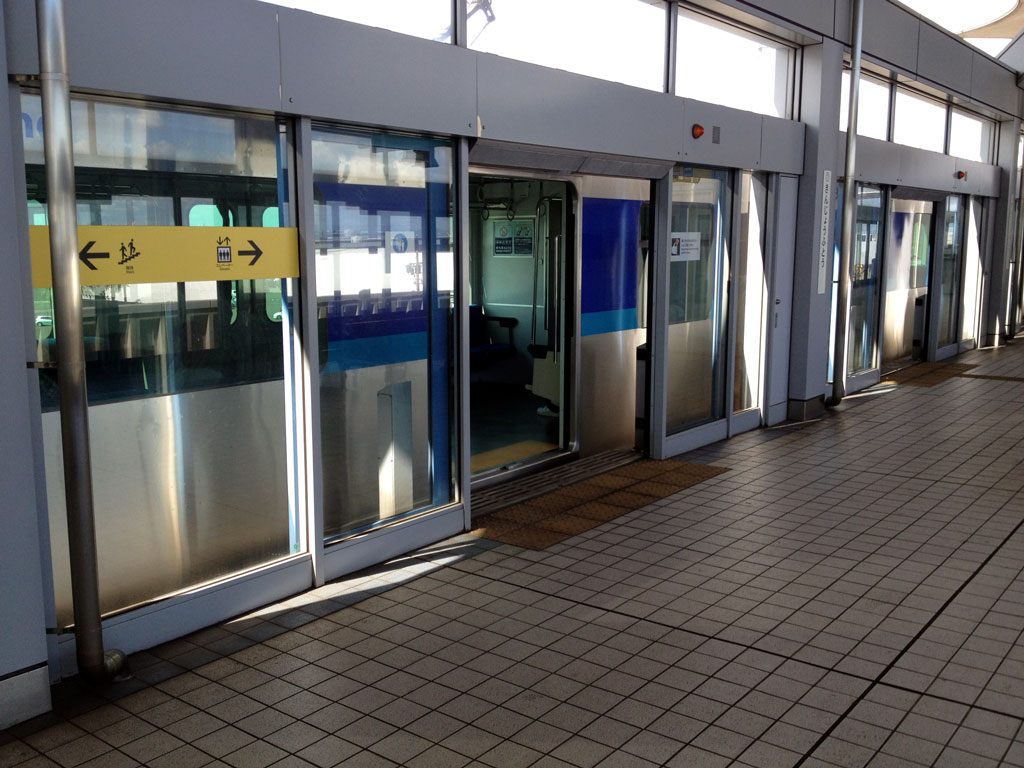
プラットフォーム建設当初からホームドアが設けられている駅の例（あおなみ線金城ふ頭駅）
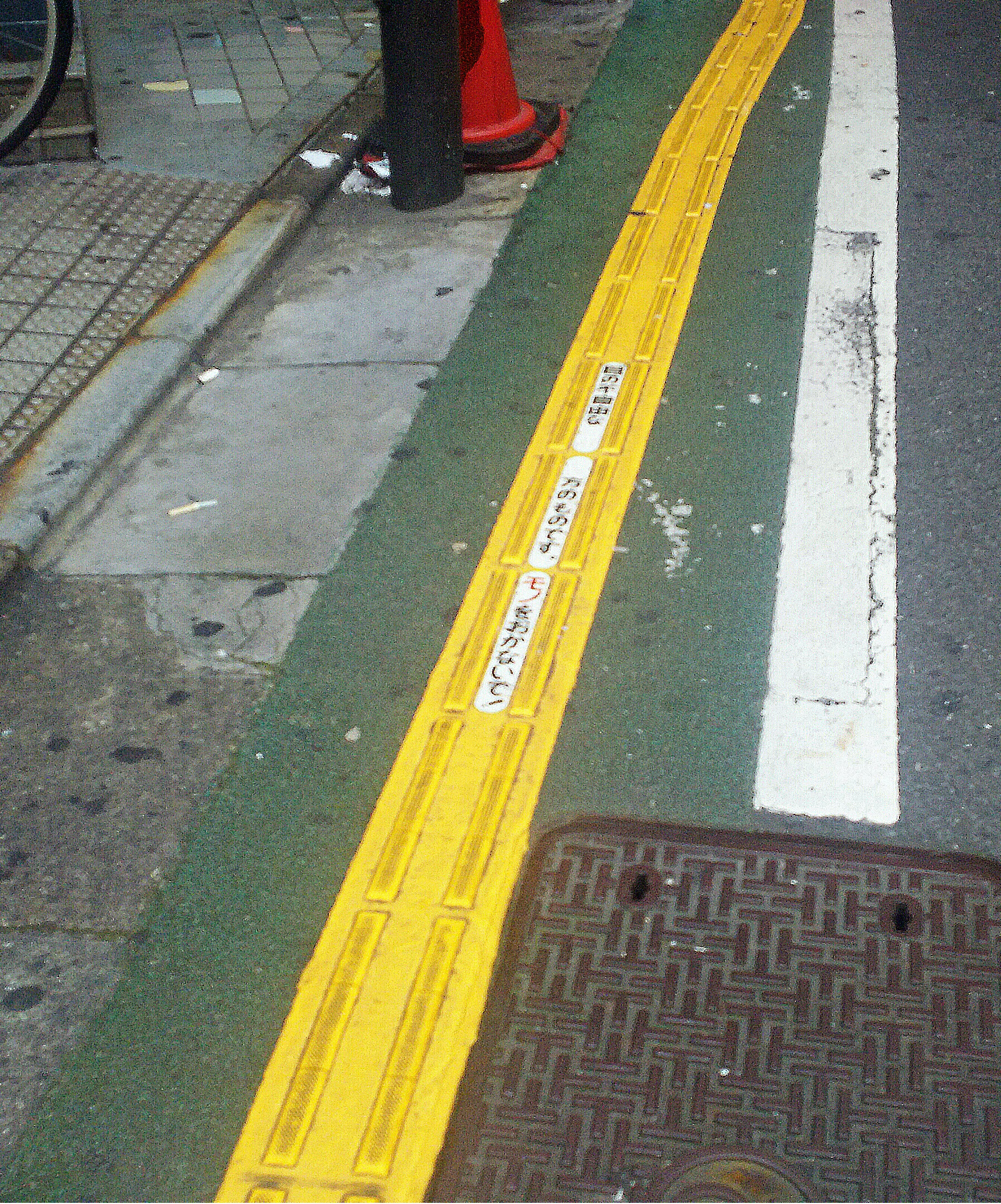
狭い道での使用例（点字ブロックを半分のみ使用して設置された例）
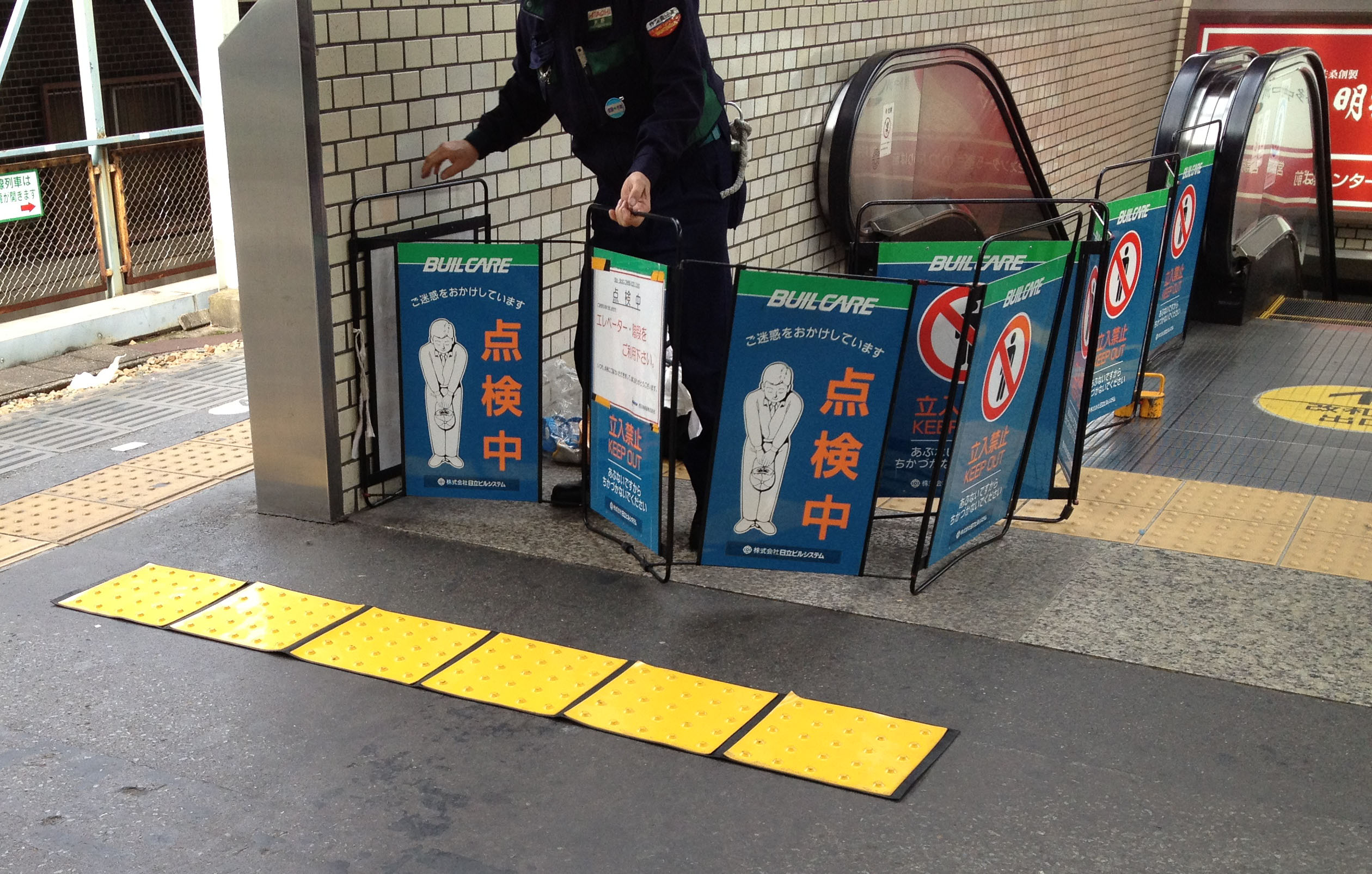
駅エスカレータの保守作業のために一時的に設置された例（西鉄久留米駅）
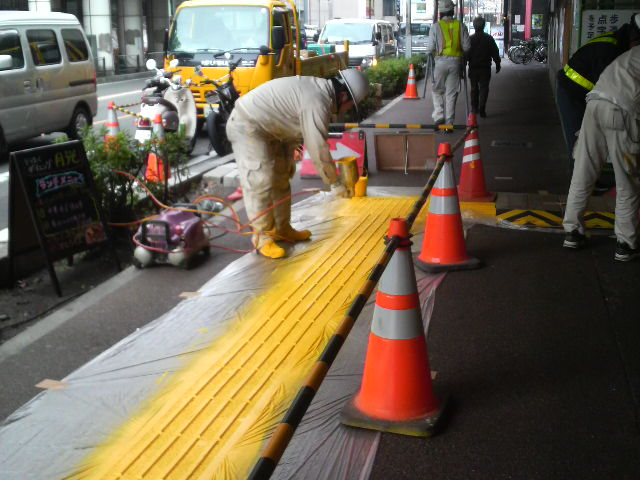
塗装

### JIS規格
2001年9月20日に制定された、JIS T 9251で、以下のように定められている。
- ブロックの大きさは1辺30センチメートル以上。
- 線状ブロックの線は4本以上、点状ブロックの点は5×5以上。
- 点の頂部の直径は12ミリメートル。線の頂部の幅17ミリメートル、長さは270ミリメートル以上。底部はそれぞれプラス10ミリメートル（両側で）。
- 点・線の高さは5ミリメートル。
- 点の間隔は中心間で55 - 60ミリメートル。線の間隔は中心間で75ミリメートル。
- 他に、許容差なども定められている。

実際の製品は、30センチメートルのものと40センチメートルのものが多い。線の数はほとんどの場合4本だが、点の数は多いことがある。

### 国際規格
2012年、ISO 23599:2012 Assistive products for blind and vision-impaired persons — Tactile walking surface indicatorsを発行した。複数のJISが参考文献に入っているほか、日本の文献も参考文献にある。2014年にロシア規格、ケニア規格に、2017年に、同じ内容がスウェーデン規格になるなど広がりをみせている。
JISも国際規格と同等の内容は国際規格との整合性をとり、国際規格で規定していない項目は独自規格として改定した「JIS T9251：2014高齢者・障害者配慮設計指針−視覚障害者誘導用ブロック等の突起の形状・寸法及びその配列」に規定している。

### 新たな視覚障害者誘導用ブロック
点字による誘導だけではなく、音声案内を併用する事によって、「どの方向に進めば、どこに行けるか」を、視覚障害者に認知させる商品（ブロックボイス）がある。「止まれ」のブロック上に一定時間（2秒）停止すると、複数方向に配置されたスピーカー内蔵のブロックから、進行方向にある施設名が音声案内されるようになっている。同商品は、国土交通省・新技術情報提供システム（NETIS）にも登録されており、各地の駅や福祉施設などに、2000年頃から採用されるようになっている。
学校機関では、学生たちに障害者への支援や理解を促す試みとして、2008年9月に四国学院大学（香川県善通寺市）が全国の大学で初めて導入した。
弱視者の夜間の視認性を高めるために、LEDを埋め込んだ製品も存在する。
丸印や三角印が印示されたコード化点字ブロックが使われているところもある。スマホアプリを使いを読み取ると、読み取った方向に応じて音声案内を聞いたり、視覚障害者だけでなく様々な人への情報提供に役立てる。令和6年能登半島地震の二次避難所であるホテルで、コード化点字ブロックでホテル内の道案内を行なえるよう支援されている。

## 問題点
ブロックの突起が段差となって高齢者など足腰の弱い人がつまづきやすくなる、車椅子の障害になる、ブロック自体が雨天時や氷結時に歩行者が滑りやすいなどの問題点も指摘されており、改善などが望まれている。周囲の環境と調和する色合いによっては弱視者が点字ブロックを認識しにくい場合がある。
鉄道会社や地方自治体の違いによりブロックの種類が複数存在し、一つの駅に複数のタイプのブロックが設置されている場合や、突起の数が多いと平らに感じて分かりにくいという声も視覚障害者から上がっている。駅のプラットホームで滑り止めを点字ブロックと間違えて、その上を歩いてしまう人もいるという。
鉄道の踏切と交差する道路の歩道部分では、点字ブロックが踏切手前までしかない、あるいは踏切内では摩耗していることが原因の可能性がある列車に轢かれての死亡事故も発生している。
視覚障害に無理解・無頓着な者が点字ブロックの上に商品や荷物を置いたり、駐車・駐輪したりするといったケースもあり、視覚障害者が気付かずぶつかったり、白杖で突き倒したりするといったトラブルも発生している。点字ブロック周辺で工事を実施する際、点字ブロック上に工事用の柵などが無配慮に置かれるケースもあり、これが元で視覚障害者の白杖が引っ掛かって負傷したケースもある。
歩きスマホをする際に点字ブロックの上に侵入する「点ブロスマホ」が問題となっている。
点字ブロックに視覚的なデザインを採用するケースもあるが、アンパンマンこどもミュージアムの一部では過去、アンパンマンの顔になった点字ブロックの突起があり、探そうと立ち止まった人間との接触が危惧されるといった例もあった。